# 曾德-阿尤希·纳兰扎尔嘎勒
曾德-阿尤希·纳兰扎尔嘎勒（1992年1月27日—），蒙古女子柔道运动员，2010年亚洲运动会女子70公斤级铜牌得主、2014年亚洲运动会女子70公斤级铜牌得主、2018年亚洲运动会女子70公斤级铜牌得主。